# Leonel Olímpio
Leonel Olímpio (Jaguariaíva, 7 luglio 1982) è un ex calciatore brasiliano, di ruolo centrocampista.

## Carriera
Ha giocato nella massima serie dei campionati portoghese e moldavo.

## Palmarès

### Club

#### Competizioni nazionali
- Coppa di Portogallo: 1

Vitória Guimarães: 2012-2013
- Coppa di Moldavia: 1

Sheriff Tiraspol: 2014-2015

#### Competizioni statali
- Taça Minas Gerais: 1

Ituiutaba: 2007